# Dreiländerbahn

Logo der Dreiländerbahn

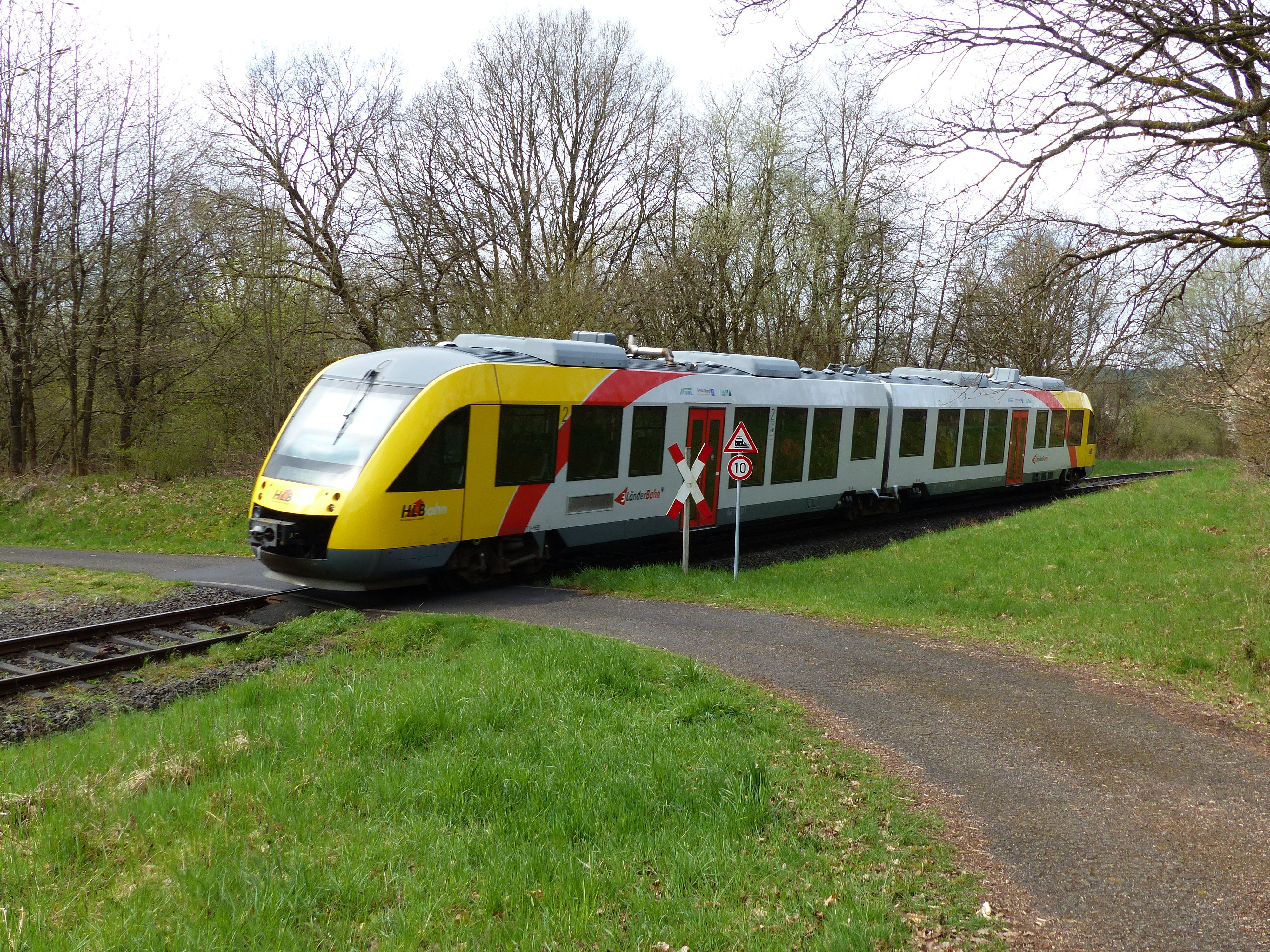
Triebwagen der HLB bei Langenhahn

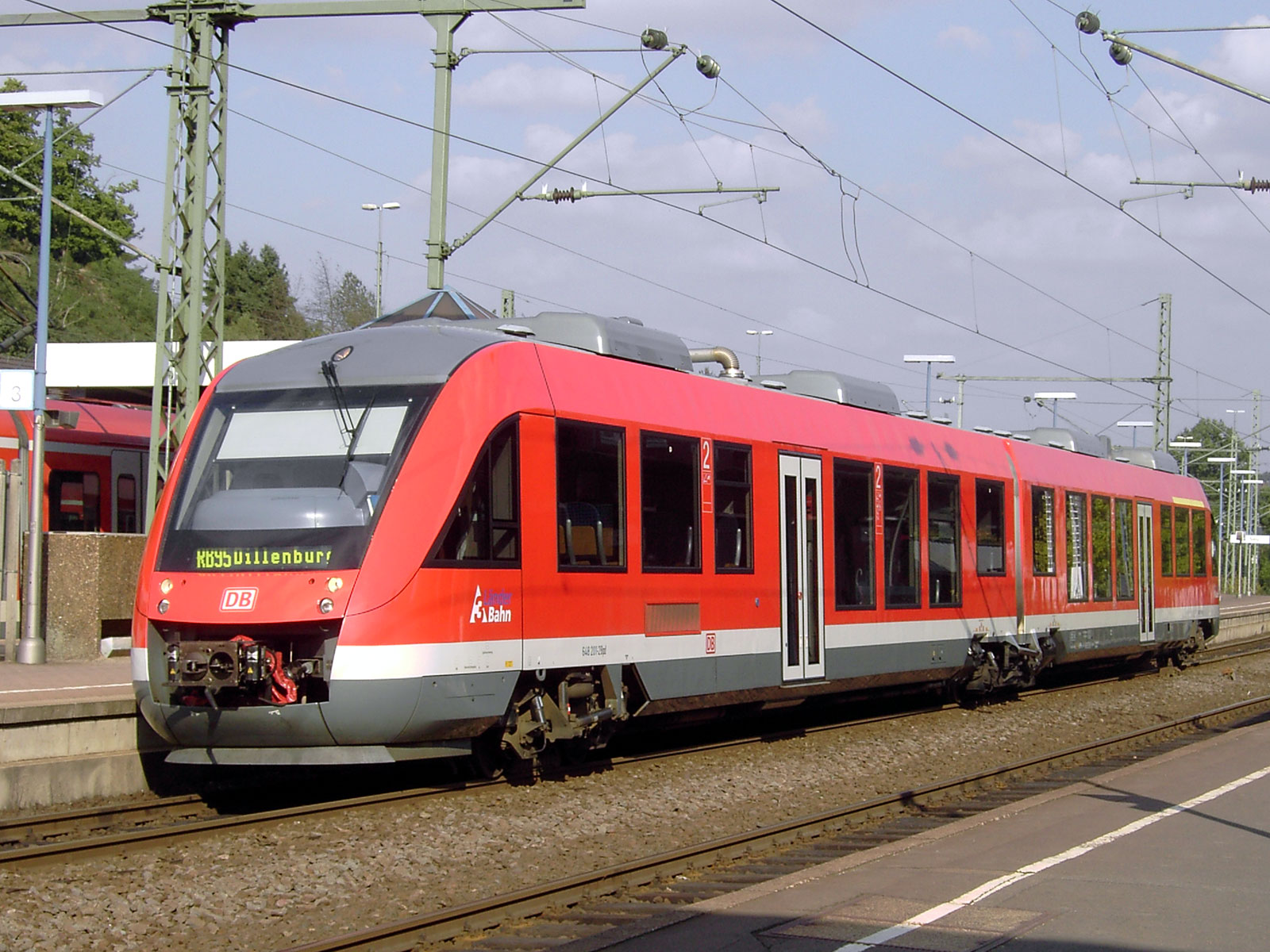
DB-Triebwagen der Dreiländerbahn im Bahnhof Au (Sieg)

Unter der Marke Dreiländerbahn (Eigenschreibweise 3LänderBahn) betreibt die HLB Hessenbahn Schienenpersonennahverkehr in Hessen, Nordrhein-Westfalen und Rheinland-Pfalz, woher sich auch der Name ableitet. Auftraggeber sind die Zweckverbände Personennahverkehr Westfalen Süd (ZWS) und SPNV-Nord (Rheinland-Pfalz-Takt) sowie der Rhein-Main-Verkehrsverbund (RMV). Die Marke wurde zum Fahrplanwechsel am 12. Dezember 2004 eingeführt und zehn Jahre lang von der DB Regio NRW genutzt. Zum 14. Dezember 2014 hat die HLB den Betrieb und die Marke nach einer gewonnenen Ausschreibung übernommen. Gleichzeitig wurde das Netz der Dreiländerbahn um zwei Linien in Rheinland-Pfalz und Hessen erweitert.
Hierbei werden 54 Stationen in 18 Gemeinden bedient. Insgesamt beträgt die Länge des Streckennetzes etwa 288 km mit jährlich gut 1,8 Millionen Zugkilometern.
Folgende Linien werden unter dem Namen Dreiländerbahn betrieben:
| Linie | Name                 | Linienweg                                                                             | Kursbuchstrecke | Anmerkungen                                                                             |
| ----- | -------------------- | ------------------------------------------------------------------------------------- | --------------- | --------------------------------------------------------------------------------------- |
| RB 29 | Unterwesterwaldbahn  | Siershahn–Montabaur–Limburg (Lahn)                                                    | 629             |                                                                                         |
| RB 90 | Westerwald-Sieg-Bahn | Siegen Hbf–Betzdorf (Sieg)–Au (Sieg)–Altenkirchen (Westerw)–Hachenburg–Limburg (Lahn) | 460, 461        | - Montag–Freitag 2 × von/bis Kreuztal. - Verstärker zwischen Betzdorf und Altenkirchen. |
| RB 92 | Biggesee-Express     | Finnentrop–Attendorn–Olpe                                                             | 442             |                                                                                         |
| RB 93 | Rothaarbahn          | Betzdorf (Sieg)–Siegen Hbf–Kreuztal–Bad Berleburg                                     | 460, 443        | Montag–Samstag 2 × ab Au (Sieg)                                                         |
| RB 95 | Sieg-Dill-Bahn       | Siegen Hbf–Haiger–Dillenburg                                                          | 445             |                                                                                         |
| RB 96 | Hellertalbahn        | Betzdorf (Sieg)–Herdorf–Neunkirchen (Siegerland)–Haiger–Dillenburg                    | 462             |                                                                                         |

Darüber hinaus verkehren in Tagesrandlage einzelne Züge auf der Ruhr-Sieg-Strecke zwischen Siegen und Finnentrop (RB 91).
Der für das in Rheinland-Pfalz verlaufende Angebot der Dreiländerbahn zuständige Auftraggeber Zweckverband SPNV Nord prüft eine Zusammenlegung der Hellertalbahn (RB 96) und der Sieg-Dill-Bahn (RB 95) zu einer gemeinsamen Linie, da hierdurch direkte, umsteigefreie Fahrtmöglichkeiten zwischen den Stationen der Hellertalbahn und der Stadt Siegen ermöglicht würden. Eine kurzfristige Realisierung ist aufgrund einer fehlenden Zugkreuzungsmöglichkeit in Allendorf (Dillkr) derzeit unwahrscheinlich. Außerdem beträgt die aktuelle Fahrtzeit von beispielsweise Holzhausen nach Siegen mit Umstieg in Haiger nur 44 Minuten. Die Fahrzeit bei der geplanten umsteigefreien Verbindung über Dillenburg läge hingegen bei etwa 60–65 Minuten.

## Fahrzeuge

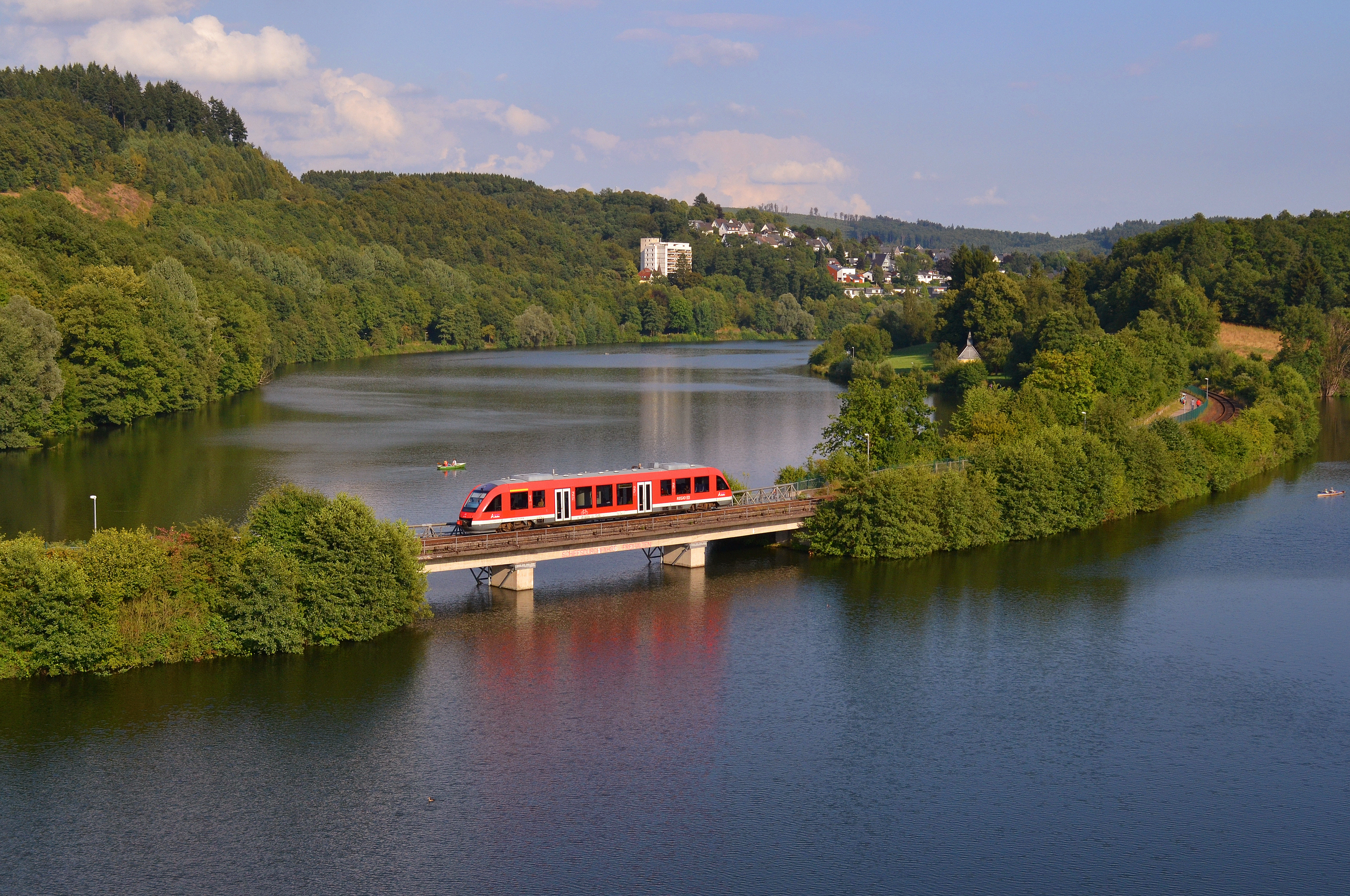
Ein DB-Dieseltriebwagen der Baureihe 640 der Dreiländerbahn auf der Biggetalbahn bei Olpe.

Die Züge verkehren vor allem auf nicht elektrifizierten Nebenstrecken. Daher werden ausschließlich Dieseltriebwagen eingesetzt. Zum Fahrzeugpark gehören Alstom-Coradia-LINT-Triebwagen der DB-Baureihen 640 (LINT 27) und 648 (LINT 41), sowie Stadler GTW 2/6 der DB-Baureihe 646, welche unter anderem über Sitze mit Armlehnen und Abteile mit Tischen in der 1. Klasse, ein Videoüberwachungssystem, Steckdosen und zwei Mehrzweckabteile (z. B. für Fahrräder oder Kinderwagen) verfügen. Da sich an vielen Eisenbahnstationen keine stationären Fahrscheinautomaten befinden, verfügen die Fahrzeuge über mobile Fahrscheinautomaten sowie über Entwerter für Verbundfahrscheine des Verkehrsverbund Rhein-Sieg (VRS) sowie des Westfalentarifs. An Stationen mit stationärem Fahrscheinverkauf müssen Fahrkarten bereits am Bahnhof erworben werden. Außerdem bietet die Dreiländerbahn an, ein Taxi als Anschluss zum Bahnhof zu rufen. Die Triebwagen der Dreiländerbahn werden in Finnentrop, Dillenburg und Siegen betankt, wo auch die äußere Reinigung stattfindet.